# Glyptothorax interspinalum
Glyptothorax interspinalum és una espècie de peix de la família dels sisòrids i de l'ordre dels siluriformes.

## Morfologia
Els mascles poden assolir els 10,6 cm de llargària total.

## Distribució geogràfica
Es troba a la Xina, Laos i el Vietnam.